# Grijze miervogel
De grijze miervogel (Cercomacra cinerascens) is een zangvogel uit de familie Thamnophilidae (miervogels).

## Verspreiding en leefgebied
Deze soort komt voor in het Amazonegebied en telt vier ondersoorten:
- C. c. cinerascens: van ZO-Colombia en Z-Venezuela tot O-Ecuador, NO-Peru en amazonisch NW-Brazilië.
- C. c. immaculata: O-Venezuela, de Guyana's en NO-Brazilië.
- C. c. sclateri: O-Peru, NW-Bolivia en amazonisch ZW-Brazilië.
- C. c. iterata: amazonisch ZO-Brazilië en NO-Bolivia.

## Status
De grootte van de populatie is niet gekwantificeerd maar de soort wordt omschreven als algemeen. Op de Rode lijst van de IUCN heeft deze soort de status niet bedreigd.